# Погана людина
Погана людина (англ. The Bad Man) — американський комедійний вестерн режисера Річарда Торпа 1941 року.

## Сюжет
Гіл Джонс американець, який працює на ранчо в Мексиці. Жінка, яку він любить, Люсія Пелл, одружилася з бізнесменом з Нью-Йорка, Морганом Пеллом, можливо, за його гроші. Гіл і його дядько Генрі в боргу, і банкір Джаспер Гарді може забрати гроші у будь-який час. Морган і банкір обидва хочуть землю. 
Мексиканський бандит Панчо Лопес, тим часом, викрадає худобу і отримує викуп за них. Гіл бореться з бандитами Лопеса. 
Боягузливий Морган пропонує землю і навіть Люсію, якщо тільки він зупинить Лопеса.

## У ролях
- Воллес Бірі — Панчо Лопес
- Лайонел Беррімор — дядя Генрі Джонс
- Ларейн Дей — Люсія Пелл
- Рональд Рейган — Гіл Джонс
- Генрі Треверс — містер Джаспер Гарді
- Кріс-Пін Мартін — Педро
- Том Конвей — Морган Пелл
- Чілл Віллс — «Ред» Гіддінгс
- Нідія Вестман — Анжела Гарді